# Ricardo Hofstetter
Ricardo Hofstetter (Rio de Janeiro, 28 de março de 1960) é um escritor, dramaturgo e roteirista brasileiro.
Em cinema, escreveu o roteiro do filme "Papai é Pop", estrelado por Lázaro Ramos e Paolla Oliveira. "Casos & Casais", com Julianne Trevisol e Bruno Garcia, é sua nova produção, já exibida no Canal Multishow.
Em teatro, foi autor de Pirandello Nunca Mais e Por um Triz. Recebeu o prêmio Shell em 2004, por “Geraldo Pereira, um escurinho brasileiro”. Em 2021-2022, foi selecionado para a 7ª edição do Laboratório de Dramaturgia do Teatro Meridional da Universidade de Lisboa, onde desenvolveu a peça "Isso É Um Absurdo, Eugène!", texto inspirado no Teatro do Absurdo. 
Foi Autor-Roteirista exclusivo da TV Globo por 23 anos. Na emissora, foi o autor principal de três temporadas da novela teen Malhação: Malhação 2003, Malhação 2004 (a fase da Vagabanda) e Malhação ID, exibida entre 2009 e 2010  e escreveu as novelas Beleza Pura e Além do Horizonte.
Em Literatura, tem vários livros publicados, dois deles finalistas do Prêmio Jabuti: "A Verdadeira História de Bimba, o Bambambã do Colégio" e "Tá falando grego?".

## Trabalhos

### Televisão
| Ano  | Trabalho          | Escalação       | Parceiros Titulares                | Emissora | Nota         | Referências |
| ---- | ----------------- | --------------- | ---------------------------------- | -------- | ------------ | ----------- |
| 1998 | Malhação          | colaborador     | Emanuel Jacobina                   | TV Globo | Temporada 4  |             |
| 1999 | Malhação.com      | colaborador     | Andréa Maltarolli                  | TV Globo | Temporada 5  |             |
| 2000 | Malhação          | colaborador     | Andréa Maltarolli                  | TV Globo | Temporada 7  |             |
| 2002 | Malhação          | colaborador     | Andréa Maltarolli                  | TV Globo | Temporada 9  |             |
| 2003 | Malhação          | Autor Principal |                                    | TV Globo | Temporada 10 |             |
| 2004 | Malhação          | Autor Principal |                                    | TV Globo | Temporada 11 |             |
| 2008 | Beleza Pura       | colaborador     | Andréa Maltarolli                  | TV Globo |              |             |
| 2009 | Malhação ID       | Autor Principal |                                    | TV Globo | Temporada 17 | [ 3 ] [ 4 ] |
| 2013 | Além do Horizonte | colaborador     | Carlos Gregório e Marcos Bernstein | TV Globo |              |             |